# Panticapeo

Panticapeo y otras colonias de la costa norte del mar Negro.

Panticapeo (en griego Παντικάπαιον), la actual Kerch, fue una antigua ciudad y puerto de Táurica (Quersoneso Táurico), situada en el lado occidental del Bósforo Cimerio (estrecho de Kerch).

## Historia
Panticapeo fue fundada por colonos milesios hacia el segundo cuarto del siglo VI a. C. en la pendiente de una escarpada montaña que hoy recibe el nombre de monte Mitrídates (llamado así en honor al rey Mitrídates VI (120-63 a. C.).
La fundación de la ciudad tuvo lugar durante el periodo histórico en que el movimiento colonial griego dirigió su atención hacia las fértiles costas del mar Negro. Panticapeo, al oeste, y Fanagoria (fundada por los habitantes de Teos), al este, controlaban el estrecho de Kerch, y por lo tanto, el paso de los mercaderes extranjeros, que se veían obligados a pagar los derechos de peaje. La península táurica había ejercido siempre profunda atracción sobre los griegos, ya que tenía una agricultura muy floreciente (en especial los cultivos de cereales), una cría de ganado mayor muy desarrollada y pescado en abundancia, que era la base de una floreciente industria de salazones.
La colonización griega de las costas del mar Negro, convertido en el mar Hospitalario (Ponto Euxino), fue casi enteramente obra de los milesios. Las colonias que surgieron en Crimea, y en primer lugar Panticapeo, se transformaron muy pronto en emporios gracias a su posición estratégica en el tráfico comercial. En un primer momento, los colonos hubieron de sostener duras luchas con las tribus escitas del interior. Posteriormente desarrollaron un tráfico comercial con dichas tribus, en el curso de un largo proceso histórico que reportó, a unos y otros, préstamos e influencias recíprocas.
Panticapeo mantuvo estrechos lazos con la metrópoli, Mileto, pero en el curso del siglo V a. C., en la red de relaciones comerciales hizo su aparición Atenas, que durante largo tiempo había tenido que contentarse con explotar las regiones del norte del mar Egeo y la Propóntide. Pero después de la destrucción de Mileto por los persas (494 a. C.) y la posterior revuelta jónica, Atenas se encontró frente a la posibilidad de sustituir a Mileto en las relaciones con las colonias pónticas. Por una coyuntura sociopolítica favorable, en este momento coincidió con el florecimiento de Atenas en el plano político, militar y económico. A la exigencia de conquistar nuevos mercados para exportar los productos de los talleres atenienses se sumó la de importar el cereal necesario para dar de comer a una población siempre creciente.
Las relaciones de Atenas con las colonias del mar Negro quedan reflejadas en las declaraciones de Demóstenes, según el cual los dos tercios de la cantidad de cereal que se consumía anualmente en Atenas eran importadas del Ponto, y de éstos, al menos la mitad, del reino del Bósforo. Del mismo periodo son algunos decretos de la asamblea ateniense en los que se expresa la gratitud a los monarcas del reino del Bósforo por haber concedido grandes privilegios a los marinos de El Pireo llegados a Panticapeo en busca de los habituales cargamentos de grano: 

"el pueblo ateniense alaba a Espártoco y a Perisades porque son hombres generosos y prometen al pueblo ateniense envíos regulares de grano, como los prometió su padre (...) Que se concedan a Espártoco y a Perisades los honores otorgados a Sátiro y Leucón, coronándolos durante las Grandes Panateneas con coronas de oro de 1000 dracmas cada una"
Inscriptiones Graecae II.212

Del texto del decreto se desprende que a los puertos de los reinos del Bósforo acudían en gran número mercaderes procedentes de todo el mundo griego, que iban allí para comprar trigo y cebada, aún a riesgo de no hallar mercancías para cargar, ya que la preferencia la tenían los mercaderes de Atenas.
La intensidad de las relaciones entre Atenas y Panticapeo queda confirmada por la gran cantidad de cerámica ática de importación hallada en esta última ciudad. Las importaciones se hicieron especialmente copiosas durante el siglo IV a. C. En razón de su procedencia se le ha dado a esta clase de cerámica el nombre de cerámica de Kerch. Parece que en Panticapea se instaló el ático Jenofonte, autor de los relieves de los lēkythoi, con escenas de caza de los persas.
Un testimonio epigráfico del 350 a. C., nos dice que estos mismos privilegios fueron concedidos también a los mercaderes de Mitilene.
El siglo IV a. C. fue para Panticapeo el periodo de mayor prosperidad económica y artística.
En el transcurso del siglo III a. C., la economía de la ciudad entró en rápida decadencia a causa de la conquista de las estepas por parte de los sármatas y por la competencia despiadada del cereal egipcio en los mercados.

## Arqueología

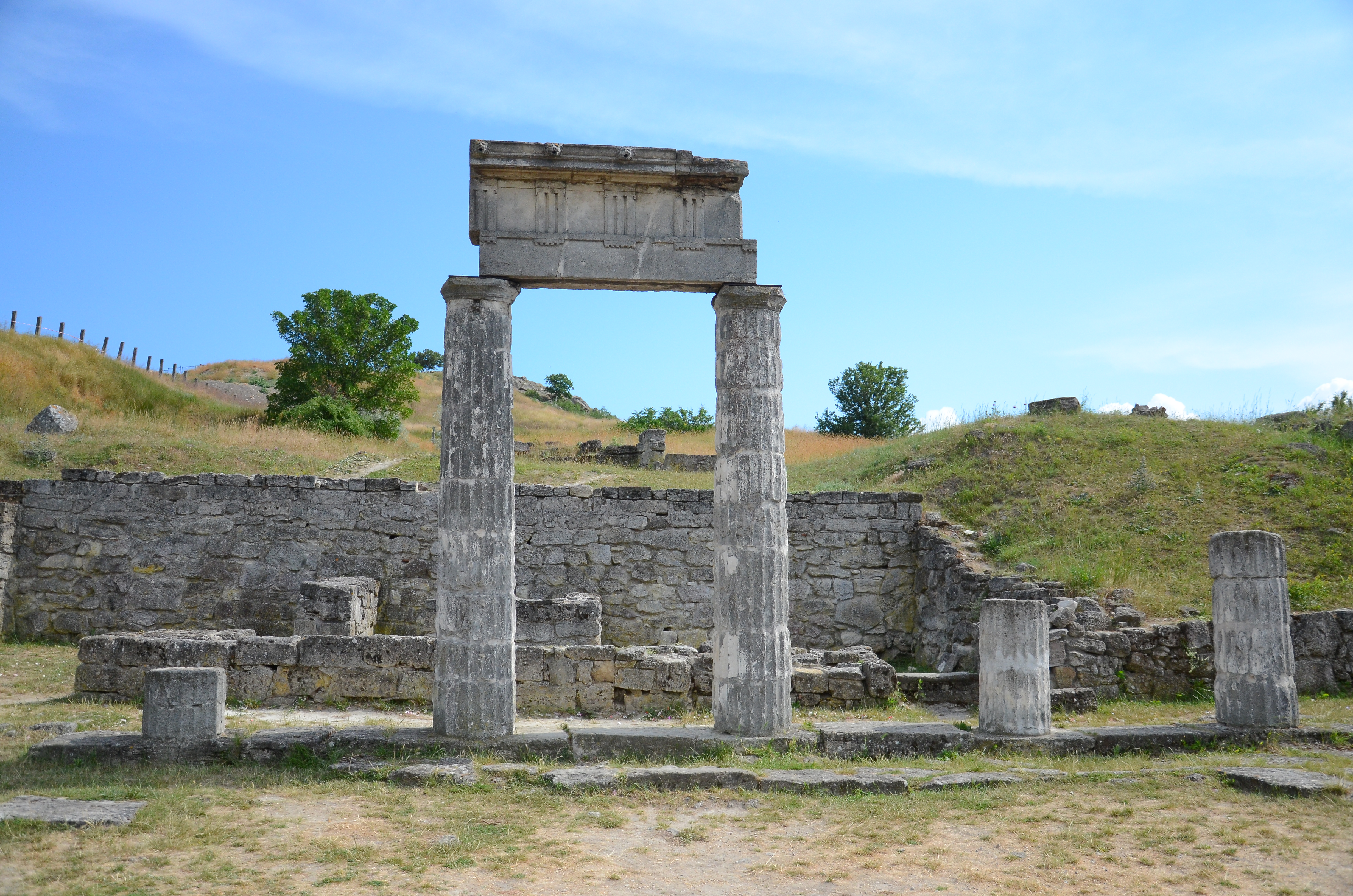
Ruinas de Panticapeo, en la actual ciudad de Kerch.

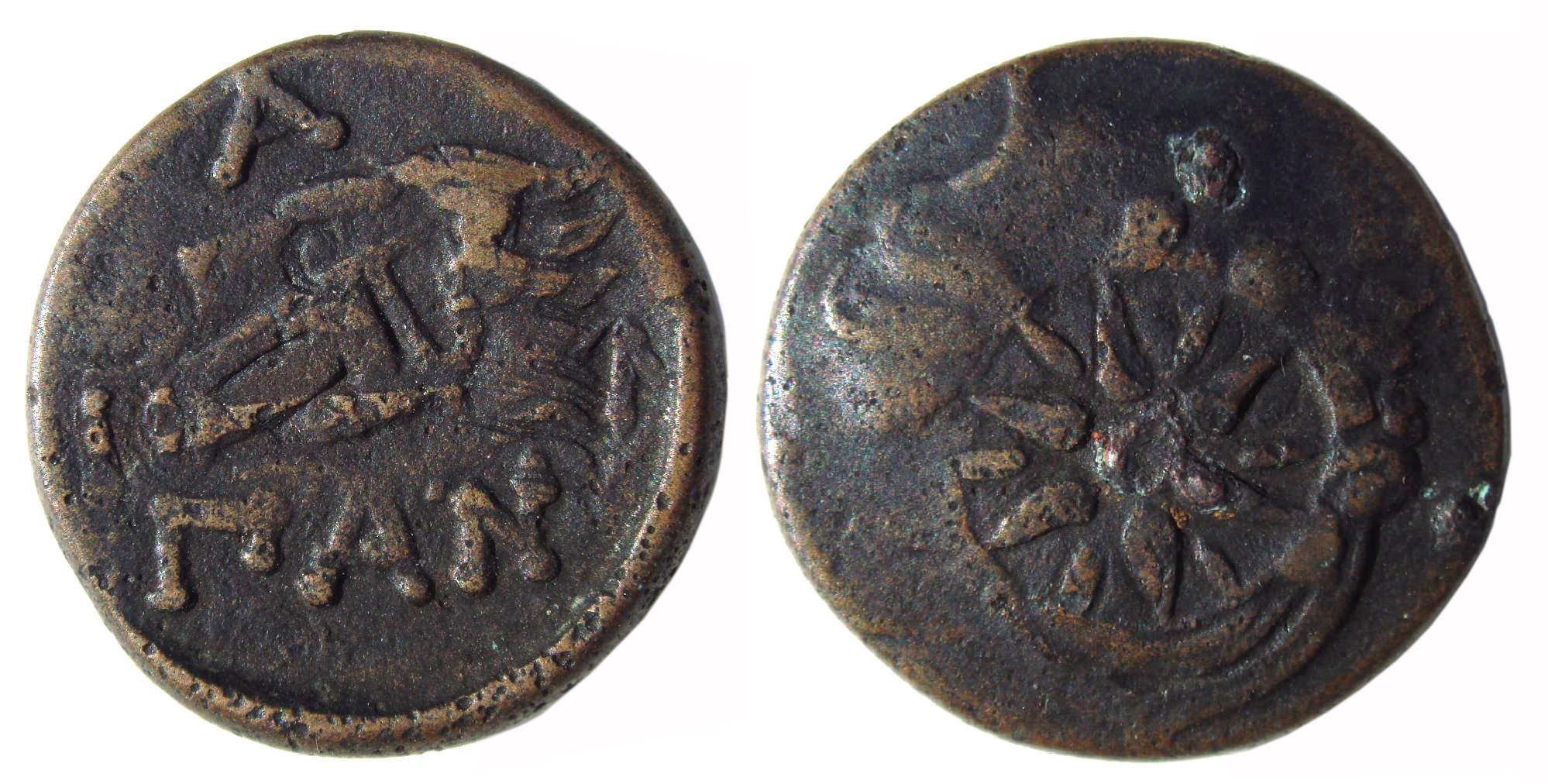
Moneda tracia de Panticapeo, relacionada con el símbolo macedonio de la Estrella argéada, dentro de una diadema.

Las excavaciones realizadas a mediados del siglo XIX, han sacado a la luz numerosos edificios, que en conjunto, ofrecen la imagen de una ciudad construida según los módulos clásicos de una polis griega.
La ciudad estaba organizada en terrazas con muros de contención que rodeaban el monte Mitrídates. Los barrios residenciales estaban presididos por la acrópolis, que ocupaba la cima del monte.
Los restos de la muralla pueden datarse en el siglo V a. C. En la acrópolis pueden verse aún algunos sistemas defensivos interesantes. Efectivamente, en algunos puntos, el zócalo de la muralla y de las torres está constituido por los mismos salientes rocosos de la montaña, cortada verticalmente en una altura de tres metros, a fin de que no pudiera ser abatida por las máquinas de guerra en aquella época.
En la cima del monte Mitrídates se hallan también los restos de un edificio religioso, tal vez del siglo VI a. C.: un templo períptero, de orden jónico, de 40 x 20 m.
Según las hipótesis de los excavadores este edificio era el templo de Apolo, divinidad protectora de la ciudad.
Otra divinidad venerada en Panticapea era Afrodita, cuyo culto estaba muy difundido por todo el Bósforo cimerio, al se la dios, bajo su aspecto de Afrodita Póntica, protectora del mar y de los marinos. El edificio ha sido identificado gracias al hallazgo de una inscripción votiva escrita en griego y algunos grafitos que alababan a la divinidad.
También Artemisa Efesia tenía su santuario, identificado gracias a una inscripción griega en un fragmento de una empuñadura de bronce del siglo VI a. C.
Una característica de la arquitectura de la ciudad era el uso de tejados a dos aguas, muy inclinados, como demuestran las representaciones en monedas y relieves.
El clima de la Panticapeo, y el de la península táurica en general, obligaba a recurrir a esta característica estructural. Era, en efecto, particularmente riguroso, como pudo comprobar el desafortunado Ovidio, quien desterrado en Tomis, en el mar Negro, el año 8, se lamentaba de este modo: 

Yo desterrado en la desembocadura del Istros, el de los 7 brazos (...) Si bien otros muchos han sido desterrados por motivos más graves, ninguno ha sido enviado tan lejos como yo. Fuera de este lugar no hay nada más que el frío, los enemigos y el agua del mar helada. Aquí se acaba la dominación romana, en la orilla occidental del Ponto Euxino.
Ovidio, Tristia ii.185 ss.

Y añadía: 

Ya que tú, Vestal, has sido enviado junto a las aguas del Ponto Euxino a fin de restablecer el orden en estos lugares situados bajo el polo de tierra yazgo, y de este modo podrás testimoniar que con razón me lamento tan a menudo. Confirmará mis palabras (...). Tú puedes ver con tus ojos el Ponto cerrado por los hielos, y el vino solidificado en hielo.
Ovidio Ex Ponto vii.1-10

Pese al frío, Panticapeo fue una ciudad viva, próspera y populosa, que en el siglo IV a. C. ocupaba una extensión de casi 100 ha. Se han excavado muchas viviendas particulares, las más antiguas de las cuales datan de fines del siglo VII a. C. Son de planta muy simple, cuadrada y están constituidas por una sola habitación. En el siglo VI a. C., las casas fueron ampliadas; llegaron a tener dos o más habitaciones. En algunos casos denotaban un alto grado de riqueza del propietario, pues están dotadas de lujosas habitaciones, con paredes finamente decoradas con frescos. Sin embargo, fue en el siglo IV a. C. cuando alcanzaron dimensiones considerables.
Entre los siglos III y II a. C. apareció un nuevo tipo de casa, con peristilo, mientras que las paredes de las habitaciones se embellecieron con relieves puntados o con estuco y, a veces con frisos de terracota.
Entre los siglos I y II se fecha una villa fortificada, excavada en 1870, a 8 km al noreste de Kerch, construida en las laderas de un monte. La villa poseía una compleja instalación para la producción de vino. En lo alto del monte, quizá relacionado con la villa, se halla una tumba en forma de túmulo.
Panticapeo es famosa, más que por su arquitectura civil y religiosa, por sus grandiosas construcciones funerarias, los kurganes, del siglo IV a. C., que encierran grandiosas sepulturas de piedra. En general, los kurganes se componía de un corredor, a través del cual se llegaba a la cámara sepulcral, y ésta podía ser de planta cuadrada o rectangular, aunque cubierta con una bóveda. La monumentalidad de estas construcciones ha hecho pensar en sepulturas de difuntos honrados como héroes.
Tal vez la más importante de estas tumbas sea el kurgán de los reyes, excavado cerca de Kerch. En esta tumba un largo corredor conduce hasta la cámara, de planta cuadrada y cubierta por una bóveda escalonada, que se construyó superponiendo las piedras a partir de las esquinas de la habitación y disponiéndolas de tal modo que resulta un techo de forma circular.
Además de la tumba escalonada, eran frecuentes las cubiertas con bóvedas semicirculares construidas con piedras cuneiformes.
La mayor parte de las tumbas pintadas datan de los últimos siglos a . C. y primeros de nuestra era, como por ejemplo, la bellísima tumba de Anfesterio, hijo de Hegesipo. La parte baja de las paredes está decorada con motivos cuadrados. En la parte alta se desarrollan escenas de la vida del difunto. Se le representa en la estepa, con su propia familia, armado y acompañado de sus mozos de cuadra, mientras se dirige hacia su casa, la yurta.
Una pequeña tumba de la primera mitad del siglo I, cubierta con una bóveda semicircular, ofrece un repertorio completo de las clásicas representaciones de ultratumba. En la parte central del techo se recorta un medallón circular con el busto de Deméter, mientras que en la luneta que hay frente a la entrada aparece Plutón, raptando a Kore. Hermes, que acompaña a las almas de los difuntos a los infiernos, y Calipso, que los recubre con el velo de la muerte, completan el cuadro, decorando los lados de la entrada.
Una pieza de excepción, conservada en el Museo del Ermitage de San Petersburgo, es un sarcófago de finales del siglo I, o principios del II, que constituye una especie de tumba pintada en miniatura, ya que las paredes internas están completamente decoradas con pintura. La escena más interesante es la de un pintor en su taller, con la cajita de los colores, el brasero para calentar los utensilios y un caballete. De las paredes del taller cuelgan los cuadros ya terminados y las imago clipeata, es decir, los retratos encuadrados en marcos circulares.
Los kurgan en un primer momento eran simples losas con inscripciones. En los siglos I y II, se convirtieron en verdaderas tumbas decoradas con relieves esculpidos, en los que se representaba al difunto echado en el lecho para el banquete funerario, armado o con el ropaje de los escitas. Raramente aparecía el difunto echado en el lecho rodeado de su mujer, sentada en un sillón, y de algunos sirvientes.
En el barrio arcaico de la ciudad se han localizado algunos talleres en los que se trabajaba el hierro y el bronce. De estos talleres salían esas obras maestras de la escultura, encargadas en la mayoría de los casos por los jefes de las poblaciones locales, los meotos, los escitas y, más tarde, los sármatas. Todas ellas poblaciones nómadas que por su sistema de vida itinerante preferían aquellos objetos de lujo y ornamentos que podían llevar consigo.
En 1870 se excavó una riquísima tumba escita, cerca de Kerch en la que se hallaron: unos pendientes de oro que reproducen la cabeza de Atenea Pártenos de Fidias, y un vaso de oro blanco, en el que se representa en relieve escenas de la vida de los escitas. El artífice del vaso plasmó de forma realista los rostros, los vestidos y las armas de este pueblo. No hay que olvidar el relieve de oro en forma de ciervo estilizado. Sobre el cuerpo del ciervo se representan, en relieve más bajo, una liebre, un león y un grifo, realizados en un estilo muy diferente al del ciervo, y que revela una mano seguramente griega, como lo prueba la inscripción que los acompaña.
El florecimiento de la escultura en el siglo IV a. C. va ligado a la acuñación de moneda por parte de la ciudad.
Muy hermosas, por la finura de su ejecución y su expresividad, son las llamadas cabezas de Pan, que aparecen en el anverso de las monedas de oro.
Panticapeo descolló también en la talla en madera por la finura de su ejecución. Dignos de mencionar son un sarcófago con la representación de Hera y Apolo, y las vajillas y mesa para banquetes hallados fragmentariamente en las tumbas.
A principios del siglo I a. C., las ciudades pónticas se vieron sacudidas por una serie de tumultos. Los habitantes del Quersoneso, amenazados continuamente por los escitas de la península táurica, se dirigieron a Mitrídates VI Eupator, rey del Ponto. Este escuchó su petición y envió en ayuda de las polis pónticas una expedición mandada por Diofanto, un griego de Sinope, gran general y geógrafo prestigioso, que derrotó a los escitas, aliados con los roxolanos.
Más tarde, durante la dominación del rey Mitrídates VI Eupator , Panticapeo durante un corto período de tiempo, se convirtió en la capital del mucho más poderoso y extenso Reino del Ponto. La ciudad se encontraba ubicada en la intersección de las rutas comerciales entre Asia y Europa y por ello creció rápidamente. Panticapeo acuñó sus propias monedas, primero plata y luego oro y cobre. La ciudad era famosa por sus monedas de oro, que son más grandes que la mayoría de las piezas de oro griego y casi todas representan a su Dios patrón Pan.
Moneda de oro de Panticapeo.
En su anverso podemos ver la cabeza barbuda del Dios Pan mirando hacia la izquierda, en una corona de hojas de hiedra. Su expresión de ira le hacía famoso, especialmente con sus enemigos en otros ejércitos.
En el reverso vemos la imagen de un grifo alado (ser mitológico de cuerpo de león y cabeza de águila, parecido a la esfinge), sosteniendo en sus mandíbulas una lanza, cuenta con cuernos en su cabeza y la pata delantera levantada. Está encima de una espiga de cereal. Con el pretexto de esta espiga se está dibujando un exergo. La moneda tiene un peso de 9,4 g. En ella destaca un claro golpe en alto relieve sobre un plano liso. Esta moneda es interesante ya que no está hecha en electrón sino en oro, por lo que se ve claramente que, en el oriente del mundo griego, aparte del electrón, había mucha moneda de oro, algo que no sucede en el occidente en donde había un claro predominio de la plata.
En aquel tiempo reinaba en el Bósforo Perisades V, de la dinastía de los Espartócidas. Diofanto le convenció para que abdicara en favor de Mitrídates, previa una compensación. Pero mientras se produjo una revuelta de los esclavos escitas del palacio real, secundada por los esclavos urbanos y por los campesinos. Perisades fue asesinado antes de que pudiera abdicar, y Saumaco, jefe de la revuelta, subió al poder. Diofanto consiguió derrotar a Saumaco y nombró rey del Bósforo a Mitrídates el cual reinó hasta su muerte, reuniendo bajo su cetro el Ponto y aquellas regiones que había arrebatado a los romanos.
La presencia de las efigies de Mitrídates en las estateros de oro de Istros, Calatis y Tomis induce a pensar que en el primer tercio del siglo I a. C., las colonias griegas del mar Negro formaban una coalición con el Reino del Ponto y con el Reino del Bósforo Cimerio, unidas en una línea política antirromana.
El año 63, Panticapeo fue destruida parcialmente por un terremoto muy violento, del que pudo recuperarse con dificultad. La invasión de los godos, y más tarde de los hunos (248), le infligió un golpe aún más duro. Finalmente, Justino I (518-527), la incorporó al Imperio bizantino.